# ミルウォーキー・バックス
ミルウォーキー・バックス（Milwaukee Bucks）は、アメリカ合衆国ウィスコンシン州ミルウォーキーに本拠を置く全米プロバスケットボール協会 (NBA) のチーム。イースタン・カンファレンス、セントラル・ディビジョン所属。チーム名のbuckとは一帯に棲息する牡鹿のこと。牡鹿の躍動感から命名された。現在のオーナーは、ウェズリー・エデンスとマーク・ラスリー。

## 歴史
ミルウォーキーには1950年代にNBAのチーム、ミルウォーキー・ホークス（のちのアトランタ・ホークス）が存在したが、4年間ミルウォーキーでプレーしたのちに移転した。その10年あまりにのちに、NBAはウェズリー・パバロンとマービン・フィッシュマンの立ち上げた企業にチーム創立を承認し、1968年にミルウォーキー・バックスがリーグ入りし、チーム名には公募で寄せられた中から雄鹿を意味する「バックス」が選ばれた。同じ年にフェニックス・サンズも設立されている。

### アブドゥル＝ジャバーの時代

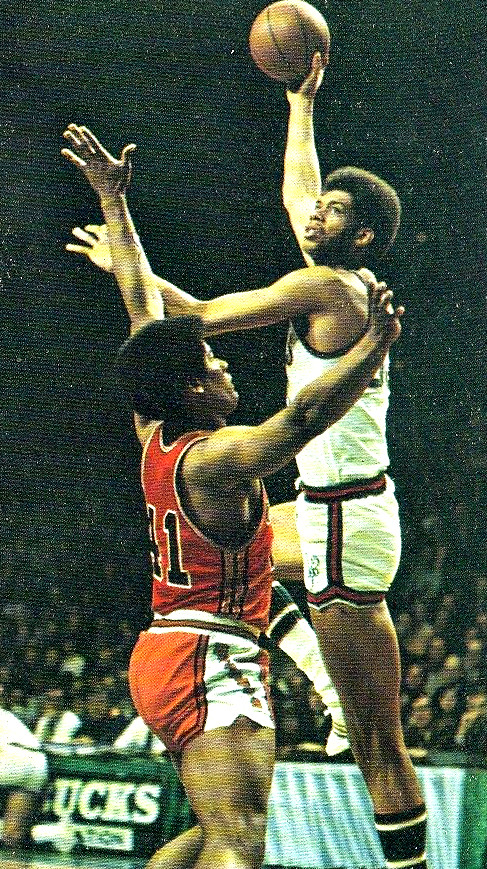
カリーム・アブドゥル＝ジャバー(右)のスカイフック

1年目にはジョン・マグロクリンなどが活躍したが、新設チームだったバックスは27勝55敗と負け越しを余儀なくされた。
シーズン終了後、バックスはフェニックス・サンズとともに1位指名権獲得を巡るコイントスを行った。この賭けに勝ったバックスはその年のドラフトの目玉だったルー・アルシンダーを獲得した。2年後にカリーム・アブドゥル＝ジャバーと改名するアルシンダーは1年目からチームにインパクトを与え、1969-70シーズンのバックスは56勝26敗と勝ち数を倍以上に増やした。
オスカー・ロバートソンを加えた翌シーズンはさらに躍進し、66勝16敗とリーグ最高の成績。アブドゥル＝ジャバーはMVPを受賞し、バックスはプレーオフをNBAファイナルまで勝ち進んでワシントン・ブレッツを破り優勝した。新設チームが3年目で優勝するのは今もリーグ史上最短の記録である。
その後もバックスは60勝前後の高い勝率を上げ続け、アブドゥル＝ジャバーは2度MVPを受賞した。1973-74シーズンには再びNBAファイナルに進出し、ボストン・セルティックスと対戦した。シリーズは最終の7戦目までもつれ込み、その内第6戦は延長2回まで続く激戦だったが、バックスは3勝4敗で優勝を逃した。
ロバートソンが引退した影響で翌1974-75シーズンは38勝44敗と失速し、シーズン終了後には出身地のニューヨークや大学を過ごしたロサンゼルスでのプレーを望んでいたというアブドゥル＝ジャバーもトレードでチームを去った。

### アブドゥル＝ジャバー退団後
以降数年間のバックスは勝率5割を前後する中堅どころのチームとして過ごした。この1970年代後半に、チームはクイン・バックナー、ブライアン・ウィンターズ、シドニー・モンクリーフ、ボブ・レイニア、テリー・カミングスなどを獲得し、1976年からはドン・ネルソンが監督として指揮を執った。1979-1980シーズンにミッドウェストディビジョンで地区優勝を果たした翌シーズンからイースタン・カンファレンスのセントラル・ディビジョンに移り、さらに6年連続地区優勝を果たした。この間の1981年にはリーグ3位の60勝22敗にまで勝ち星を増やし、以後数シーズンに渡り地区有数のチームだったが当時の強豪チームであるボストン・セルティックスやフィラデルフィア・76ersの陰に隠れがちだった。

### 1990-2003

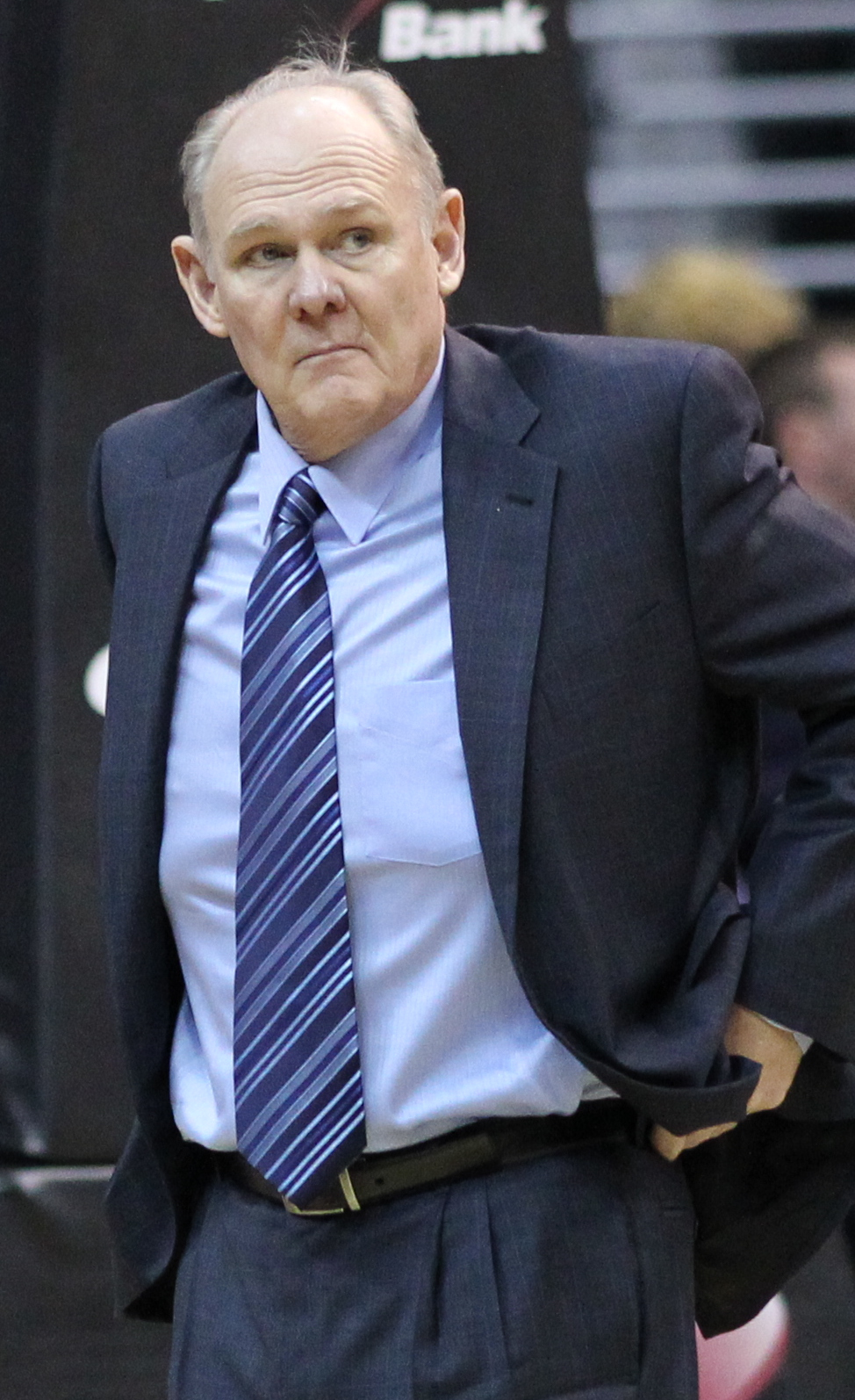
ジョージ・カール監督

1980年代末頃から主力選手の引退などで勝率が下がり始め、1993年には勝ち数30を切った。バックスは1993年にビン・ベイカー、1994年のNBAドラフトいの一番指名のグレン・ロビンソン、1996年にはレイ・アレンを獲得したがチームは低迷したまま7年間プレイオフに出場できなかった。
1998年にジョージ・カール監督を迎えるとティム・トーマス、サム・キャセールを加えたバックスの成績は浮上し始めた。
2001年には52勝30敗にまで復調し、プレーオフではイースタン・カンファレンス決勝まで進み、第7戦までもつれたが、フィラデルフィア・セブンティシクサーズに敗れた。2001-02シーズン開始前にディフェンスを強化するためにアンソニー・メイスンを加入させたが、彼の加入によってチームケミストリーは逆に崩壊してしまい、一時はカンファレンス首位を走っていたが、主要メンバーの怪我やロビンソンとアレンの確執が表面化するなどあり勝率5割に落ちてプレイオフ出場を逃した。
シーズン終了後、ロビンソンはアトランタ・ホークスに、アレンは2002-03シーズン途中にシアトル・スーパーソニックスに、キャセールは同シーズン終了後にミネソタ・ティンバーウルブズにトレードに出されてカールヘッドコーチは解任された。

### 2003-2008
2003-04シーズン以後は2000年にチーム入りしていたマイケル・レッドがチームの中心となった。2005年のNBAドラフトで全体1番目に指名する権利を得てアンドリュー・ボーガットを指名した。その後もトレード等でチーム改革に乗り出したがチームは低迷。プレーオフに出場できた年は1回戦で敗退というシーズンが続いていた。

### 2009-2014
2009年のNBAドラフトにおいて、ブランドン・ジェニングスを指名。ジェニングスやボーガットを中心にチームはシーズン序盤から好調を維持。シーズン中にジョン・サーモンズをトレードで獲得。サーモンズは、怪我で欠場中のレッドの穴を埋める活躍を見せ、46勝36敗という好成績を収めた。
2013-14シーズンはオフにジェニングス、モンタ・エリスを放出しO・J・メイヨを獲得したが、補強面での裏目もあり、チーム創設から最低の15勝67敗で終えた。

### 2014-2016

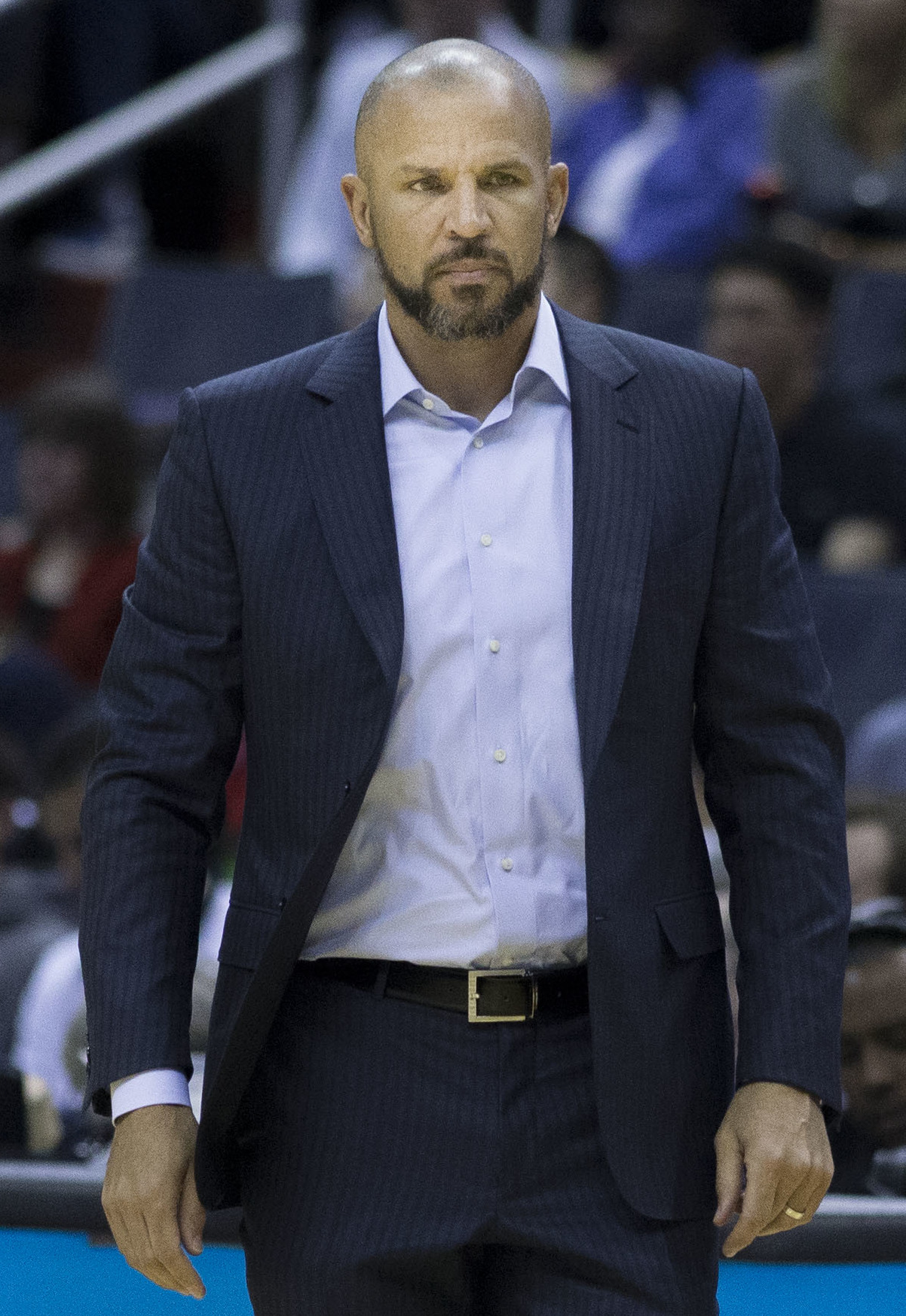
ジェイソン・キッド監督

2014年4月16日、長らくオーナーであったハーブ・コールがバックスをニューヨークに基盤を置く資産家ウェズリー・エデンスと、マーク・ラスリーに5億5千万ドルで売却することに合意した。新オーナーはチームをミルウォーキーに残し、1億ドルで新アリーナを建設すると見られている。NBAによる認可は1か月後の5月16日に下りた。
新オーナー陣は、リーグ最低の成績に終わったチームの立て直しに、積極的に動いた。まずは、ブルックリン・ネッツのヘッドコーチだったジェイソン・キッドを、2015年と2019年のドラフト2巡目指名権と引き換えにヘッドコーチ招聘に成功。更に2014年のNBAドラフトで、デューク大学のジャバリ・パーカーを指名するなど、体制を整えた。新生バックスは、前シーズンに15勝しか挙げられなかったチームが、11月中に10勝を記録。その後12月16日のフェニックス・サンズ戦で、バックス再建の一角を担ってきたジャバリ・パーカーが、左膝の前十字靱帯断裂の重傷を負いシーズン全休となるアクシデントに見舞われ、更にラリー・サンダースがトラブルを連発し、怪我人が続出するという戦力が整わない中、ヤニス・アデトクンボ、クリス・ミドルトンら若手選手が奮起し、2015年2月11日のサクラメント・キングス戦に勝利し、前シーズンの倍の勝ち星(30勝目)を記録。オールスター戦後は苦しんだが、4月11日のブルックリン・ネッツ戦の勝利で、2009-10シーズン以来のシーズン40勝目を挙げ、2年振りのプレーオフ出場を決めた。シカゴ・ブルズとの対戦となった1回戦は、3連敗から2連勝で返したものの、2勝4敗で力尽きた。
グレッグ・モンローを獲得し、チーム力強化を図ったはずのバックスだったが、2015-16シーズンは開幕ダッシュに失敗。11月14日のクリーブランド・キャバリアーズ戦は、第2オーバータイムの末に108-105で8連勝中だったキャバリアーズに勝利し、更に12月11日にゴールデンステート・ウォリアーズ戦では、前シーズンのNBAチャンピオンに108-95で勝利し、開幕24連勝中だったウォリアーズの快進撃を止める大金星を挙げたものの、結局は波に乗れず、3月にプレーオフ不出場が決定し、33勝49敗と、シーズン当初の期待を大きく裏切る結果に終始した。

### ヤニスの時代

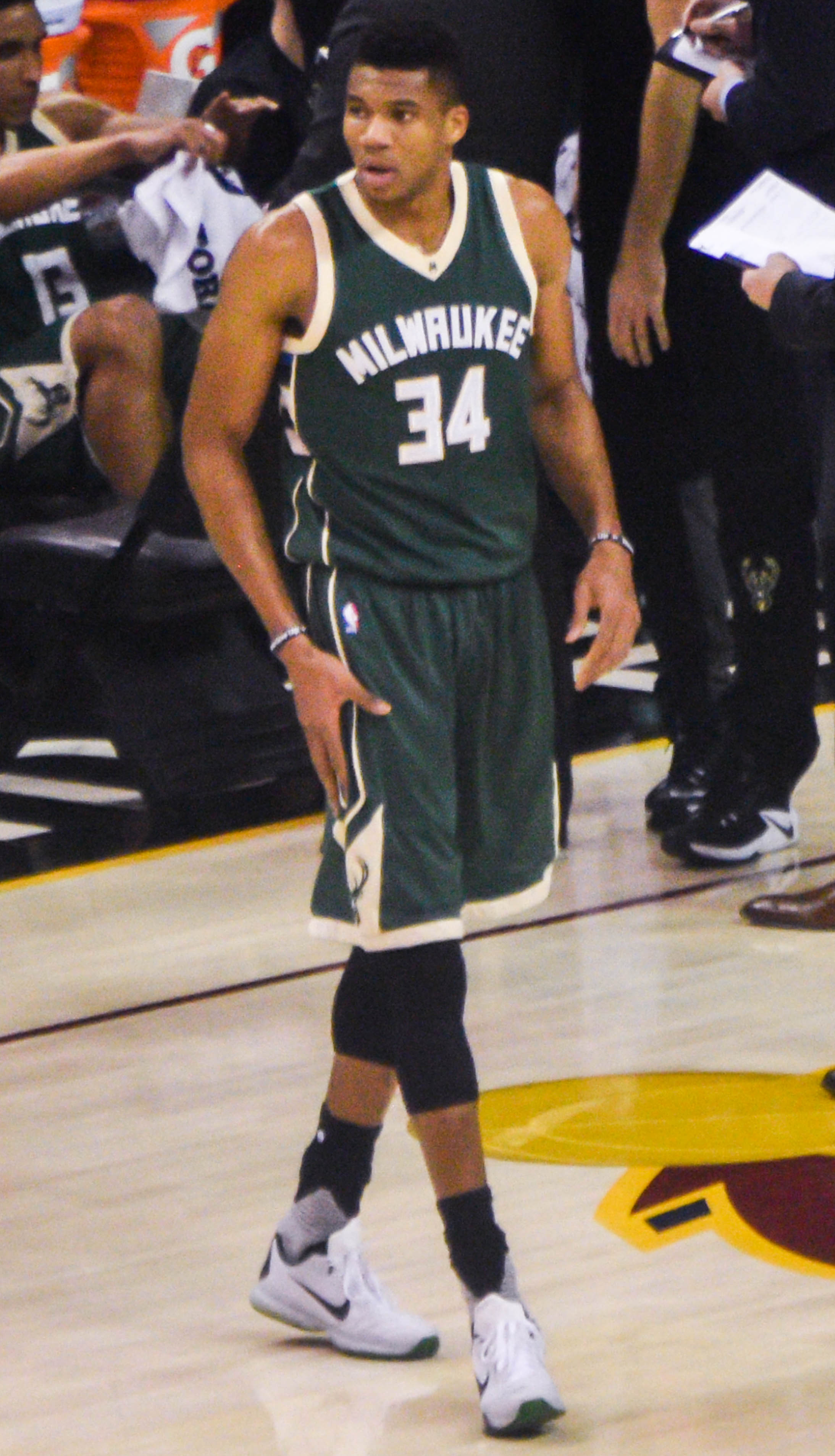
ヤニス・アデトクンボ

2016-17シーズンは、クリス・ミドルトンを開幕から欠く闘いとなったが、ヤニス・アデトクンボが新エースとして急成長を遂げ、ルーキーのマルコム・ブログドンもシックスマンとして奮闘。開幕から粘り強い闘いを繰り広げ、2017年1月10日のサンアントニオ・スパーズ戦では、敵地のAT&Tセンターで109-107で勝利し、2011-12シーズン以来のスパーズ戦勝利を記録したが、このスパーズ戦以降は低迷に苦しむ。しかし、2月にジャバリ・パーカーが再び左膝の負傷で戦線離脱して以降調子を取り戻し、アデトクンボは2004年のマイケル・レッド以来のNBAオールスターゲーム出場メンバーに選出。チームは42勝40敗で2009-10シーズン以来の勝率5割以上でシーズンを終了した。プレーオフでは1stラウンドでトロント・ラプターズに2勝4敗で屈したが、ソン・メイカーがシーズン終盤から先発に起用されるなど、実りの多いシーズンとなった。
2017-18シーズンはシーズン序盤の2017年11月10日にグレッグ・モンローとのトレードでエリック・ブレッドソーを獲得し、2018年1月22日にジェイソン・キッドがヘッドコーチから解任されるなどした。結局レギュラーシーズンは44勝38敗のカンファレンス7位でプレーオフに進出した。プレーオフではカンファレンス2位のボストン・セルティックス相手に最終第7戦で敗れ1回戦敗退となった。

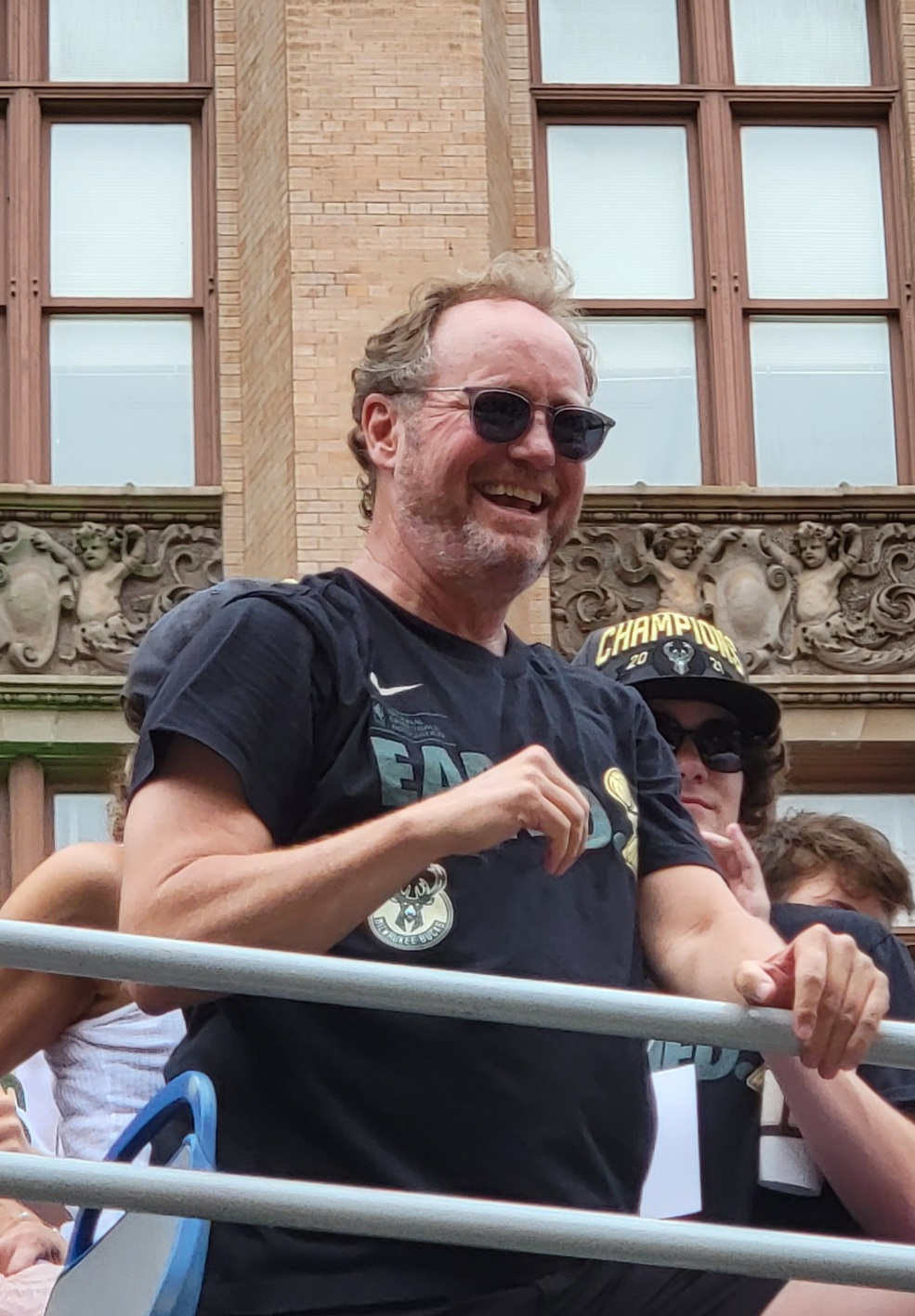
マイク・ビューデンホルツァー

2018-19シーズンは、本拠地をファイサーブ・フォーラムに移して始まった。この年から指揮を執るマイク・ビューデンホルツァーHCは、ヤニスのインサイドでの決定力を活かすべく、シューターを多く配置する戦術を取った。ミドルトン、ブレッドソーに加え、3年目のマルコム・ブログドン、新加入のブルック・ロペスが3Pシュートを多投する新チームは予想以上に機能し、開幕7連勝の後も順調に勝利を重ねる。手応えを感じたチームはこの年に優勝を勝ち取るべく、シーズン中にもジョージ・ヒル、ニコラ・ミロティッチを獲得しさらに戦力を強化した。終盤に1度2連敗を喫したが、それ以外は1度も連敗することなく、この年リーグ最多勝となる60勝22敗でプレーオフに進出した。年間60勝は1980-81以来、38年ぶりの好成績である。また、この年のオールスターではヤニスがキャプテンに選ばれ、ミドルトンも初出場を飾った。
プレーオフに入っても快進撃は続き、デトロイト・ピストンズを4勝0敗で破り18年ぶりにプレーオフ1回戦を突破した。続くボストン・セルティックスとの2回戦では初戦をホームで落とすも、すぐに立て直して4連勝し4勝1敗で勝利、前年のリベンジを果たした。
十分に休養を取ったバックスは、トロント・ラプターズとの決戦に臨む。第1戦はロペスが29得点を挙げ、第2戦はエルサン・イルヤソバが活躍し、2連勝でスタートする。ロードの第3戦でも終盤に追いつくが、フリースローを多数失敗したのが響き再延長の末に敗北した。ここで流れが完全に切り替わった。勢いを失ったバックスは第4戦に大敗し、ホームの第5戦も落とす。負ければ終わりの第6戦は後半まで優位に立つも、第3クォーター終盤の15点リードを守り切れず敗れる。結果、2連勝の後に4連敗し、カンファレンスファイナル敗退となった。
2019-20シーズンも開幕から首位を独走し、2年連続でリーグ最高勝率を記録し、意気揚々とプレーオフに臨んだ。8月26日にジェイコブ・ブレークへの銃撃事件に抗議してプレーオフの試合をボイコットした。その後1回戦でオーランド・マジックを4勝1敗で退けたが、準決勝でレギュラーシーズンから相性の悪かったマイアミ・ヒートに3連敗を喫してしまう。さらに第4戦でヤニスが負傷退場。この試合はミドルトンの活躍もあり延長戦の末なんとか勝利したが、ヤニスが欠場した第5戦で敗れ、去年の雪辱を期して臨んだプレーオフは早すぎる終焉を迎えた。
予想外の早期敗退でヤニスの移籍なども噂される中、フロントはヤニスを慰留すべく補強を展開。プレーオフで結果を残せなかったブレッドソーをニューオーリンズ・ペリカンズに放出し、ペリカンズからドリュー・ホリデーを獲得。FAでもボビー・ポーティスやブリン・フォーブスらを獲得するなど積極的に動いた。この補強もあり、ヤニスは2020-21シーズン開幕直前に5年間に及ぶスーパーマックス契約を結び契約延長。シーズン途中にはP・J・タッカーの獲得やホリデーともマックス契約を結び、ヤニス、ミドルトン、ホリデーのビッグ3を中心に、ヤニスの全盛期に全てを懸ける形となった。このシーズンはカンファレンス3位でプレーオフに進出し、1回戦で前年敗れたヒートと再び対戦。オーバータイムまでもつれた第1戦に勝利すると以降は一方的な展開となり、4連勝で前年の雪辱を果たした。カンファレンス準決勝ではケビン・デュラント、カイリー・アービング、ジェームズ・ハーデンのビッグ3を擁するブルックリン・ネッツと対戦。アウェイ2連敗スタートとなったがホームでの第3戦、第4戦に連勝。シリーズは第7戦までもつれ、オーバータイムの末に勝利した。カンファレンス決勝ではアトランタ・ホークスと対戦。第4戦でヤニスが膝を痛めて負傷離脱してしまう。しかし残ったメンバーが奮起し、2勝2敗からヤニスを欠きながらも第5戦、第6戦と連勝し、NBAファイナル進出を決めた。ファイナルでは初優勝を目指すフェニックス・サンズと対戦。ヤニスが復帰したが、敵地で2連敗と苦しいスタートとなった。しかしそこから3連勝し一気に王手をかけ、本拠地で迎えた第6戦ではヤニスが50得点・14リバウンド・5ブロックという圧倒的なパフォーマンスを見せ、105-98で勝利。50年ぶり2度目となる優勝を成し遂げた。

## シーズンごとの成績
Note: 勝 = 勝利数, 敗 = 敗戦数, % = 勝率 
| シーズン                 | 勝    | 敗    | %    | プレーオフ                                                                  | 結果                                                                                   |
| ------------------------ | ----- | ----- | ---- | --------------------------------------------------------------------------- | -------------------------------------------------------------------------------------- |
| ミルウォーキー・バックス |       |       |      |                                                                             |                                                                                        |
| 1968-69                  | 27    | 55    | .329 |                                                                             |                                                                                        |
| 1969-70                  | 56    | 26    | .683 | ディビジョン準決勝勝利 ディビジョン決勝敗退                                 | バックス 4, シクサーズ 1 ニックス 4, バックス 1                                        |
| 1970-71                  | 66    | 16    | .805 | ディビジョン準決勝勝利 カンファレンスファイナル勝利 NBAファイナル優勝       | バックス 4, サンフランシスコ 1 バックス 4, レイカーズ 1 バックス 4, ボルチモア 0       |
| 1971-72                  | 63    | 19    | .768 | ディビジョン準決勝勝利 カンファレンス決勝敗退                               | バックス 4, ウォリアーズ 2 レイカーズ 4, バックス 2                                    |
| 1972-73                  | 60    | 22    | .732 | カンファレンス準決勝敗退                                                    | ウォリアーズ 4, バックス 2                                                             |
| 1973-74                  | 59    | 23    | .720 | ディビジョン準決勝勝利 カンファレンスファイナル勝利 NBAファイナル敗退       | バックス 4, レイカーズ 1 バックス 4, ブルズ 0 セルティックス 4, バックス 3             |
| 1974-75                  | 38    | 44    | .463 |                                                                             |                                                                                        |
| 1975-76                  | 38    | 44    | .463 | 1回戦敗退                                                                   | ピストンズ 2, バックス 1                                                               |
| 1976-77                  | 30    | 52    | .366 |                                                                             |                                                                                        |
| 1977-78                  | 44    | 38    | .537 | 1回戦勝利 カンファレンス準決勝敗退                                          | バックス 2, サンズ 0 ナゲッツ 4, バックス 3                                            |
| 1978-79                  | 38    | 44    | .463 |                                                                             |                                                                                        |
| 1979-80                  | 49    | 33    | .598 | カンファレンス準決勝敗退                                                    | ソニックス 4, バックス 3                                                               |
| 1980-81                  | 60    | 22    | .732 | カンファレンス準決勝敗退                                                    | シクサーズ 4, バックス 3                                                               |
| 1981-82                  | 55    | 27    | .671 | カンファレンス準決勝敗退                                                    | シクサーズ 4, バックス 2                                                               |
| 1982-83                  | 51    | 31    | .622 | ディビジョン準決勝勝利 カンファレンス決勝敗退                               | バックス 4, セルティックス 0 シクサーズ 4, バックス 1                                  |
| 1983-84                  | 50    | 32    | .610 | 1回戦勝利 ディビジョン準決勝勝利 カンファレンス決勝敗退                     | バックス 3, ホークス 2 バックス 4, ネッツ 2 セルティックス 4, バックス 1               |
| 1984-85                  | 59    | 23    | .720 | 1回戦勝利 カンファレンス準決勝敗退                                          | バックス 3, ブルズ 1 シクサーズ 4, バックス 0                                          |
| 1985-86                  | 57    | 25    | .695 | 1回戦勝利 ディビジョン準決勝勝利 カンファレンス決勝敗退                     | バックス 3, ネッツ 0 バックス 4, シクサーズ, 3 セルティックス 4, バックス 0            |
| 1986-87                  | 50    | 32    | .610 | 1回戦勝利 カンファレンス準決勝敗退                                          | バックス 3, シクサーズ 2 セルティックス 4, バックス 3                                  |
| 1987-88                  | 42    | 40    | .512 | 1回戦敗退                                                                   | ホークス 3, バックス 2                                                                 |
| 1988-89                  | 49    | 33    | .598 | 1回戦勝利 カンファレンス準決勝敗退                                          | バックス 3, ホークス 2 ピストンズ 4, バックス 0                                        |
| 1989-90                  | 44    | 38    | .537 | 1回戦敗退                                                                   | ブルズ 3, バックス 1                                                                   |
| 1990-91                  | 48    | 34    | .585 | 1回戦敗退                                                                   | シクサーズ 3, バックス 0                                                               |
| 1991-92                  | 31    | 51    | .378 |                                                                             |                                                                                        |
| 1992-93                  | 28    | 54    | .341 |                                                                             |                                                                                        |
| 1993-94                  | 20    | 62    | .244 |                                                                             |                                                                                        |
| 1994-95                  | 34    | 48    | .415 |                                                                             |                                                                                        |
| 1995-96                  | 25    | 57    | .305 |                                                                             |                                                                                        |
| 1996-97                  | 33    | 49    | .402 |                                                                             |                                                                                        |
| 1997-98                  | 36    | 46    | .439 |                                                                             |                                                                                        |
| 1998-99                  | 28    | 22    | .560 | 1回戦敗退                                                                   | ペイサーズ 3, バックス 0                                                               |
| 1999-2000                | 42    | 40    | .512 | 1回戦敗退                                                                   | ペイサーズ 3, バックス 2                                                               |
| 2000-01                  | 52    | 30    | .634 | 1回戦勝利 ディビジョン準決勝勝利 カンファレンス決勝敗退                     | バックス 3, マジック 1 バックス 4, シャーロット 3 シクサーズ 4, バックス 3             |
| 2001-02                  | 41    | 41    | .500 |                                                                             |                                                                                        |
| 2002-03                  | 42    | 40    | .512 | 1回戦敗退                                                                   | ネッツ 4, バックス 2                                                                   |
| 2003-04                  | 41    | 41    | .500 | 1回戦敗退                                                                   | ピストンズ 4, バックス 1                                                               |
| 2004-05                  | 30    | 52    | .366 |                                                                             |                                                                                        |
| 2005-06                  | 40    | 42    | .488 | 1回戦敗退                                                                   | ピストンズ 4, バックス 1                                                               |
| 2006-07                  | 28    | 54    | .341 |                                                                             |                                                                                        |
| 2007-08                  | 26    | 56    | .317 |                                                                             |                                                                                        |
| 2008-09                  | 34    | 48    | .415 |                                                                             |                                                                                        |
| 2009-10                  | 46    | 36    | .561 | 1回戦敗退                                                                   | ホークス 4, バックス 3                                                                 |
| 2010-11                  | 35    | 47    | .427 |                                                                             |                                                                                        |
| 2011-12                  | 31    | 35    | .470 |                                                                             |                                                                                        |
| 2012-13                  | 38    | 44    | .463 | 1回戦敗退                                                                   | ヒート 4, バックス 0                                                                   |
| 2013-14                  | 15    | 67    | .183 |                                                                             |                                                                                        |
| 2014-15                  | 41    | 41    | .500 | 1回戦敗退                                                                   | ブルズ 4, バックス 2                                                                   |
| 2015–16                  | 33    | 49    | .402 |                                                                             |                                                                                        |
| 2016–17                  | 42    | 40    | .512 | 1回戦敗退                                                                   | ラプターズ 4, バックス 2                                                               |
| 2017–18                  | 44    | 38    | .537 | 1回戦敗退                                                                   | セルティックス 4, バックス 3                                                           |
| 2018–19                  | 60    | 22    | .732 | 1回戦勝利 カンファレンス準決勝勝利 カンファレンス決勝敗退                   | バックス 4,ピストンズ 0 バックス 4,セルティックス 1 ラプターズ 4, バックス 2           |
| 2019–20                  | 56    | 17    | .767 | 1回戦勝利 カンファレンス準決勝敗退                                          | バックス 4,マジック 1 ヒート 4, バックス 1                                             |
| 2020–21                  | 46    | 26    | .639 | 1回戦勝利 カンファレンス準決勝勝利 カンファレンス決勝勝利 NBAファイナル優勝 | バックス 4, ヒート 0 バックス 4, ネッツ 3 バックス 4, ホークス 2 バックス 4, サンズ 2, |
| 2021–22                  | 51    | 31    | .622 | 1回戦勝利 カンファレンス準決勝敗退                                          | バックス 4,ブルズ 1 セルティックス 4, バックス 3                                       |
| 2022–23                  | 58    | 24    | .707 | 1回戦敗退                                                                   | ヒート 4, バックス 1                                                                   |
| 2023–24                  | 49    | 33    | .598 | 1回戦敗退                                                                   | ペイサーズ 4, バックス 2                                                               |
| 通算勝敗                 | 2,389 | 2,136 | .528 |                                                                             |                                                                                        |
| プレイオフ               | 152   | 160   | .487 | 優勝2回                                                                     |                                                                                        |

## 主な選手

### 保有するドラフト交渉権
バックスは、NBA以外のリーグでプレーしている以下の未契約ドラフト指名選手の交渉権を保有している。ドラフトで指名された選手（海外出身の選手または大学選手で、ドラフトで指名したチームと契約していない選手）は、NBA以外のどのチームとでも契約することが認められており、この場合、そのチームは、その選手のNBA以外のチームとの契約が終了してから1年後まで、その選手のNBAでの交渉権を保持することになる。このリストには、他球団とのトレードで獲得した交渉権も含まれている。
| ドラフト年 | 巡目 | 指名順 | 選手                             | ポジション | 国籍     | 現所属チーム                | 注釈                                                                   | 参照   |
| ---------- | ---- | ------ | -------------------------------- | ---------- | -------- | --------------------------- | ---------------------------------------------------------------------- | ------ |
| 2022       | 2    | 58     | ユーゴ・ベッソン                 | G          | フランス | マニサ・バスケット (トルコ) | インディアナ・ペイサーズから獲得                                       | [ 17 ] |
| 2015       | 2    | 59     | ディミトゥリオス・アグラヴァニス | F/C        | ギリシャ | FA                          | アトランタ・ホークスから獲得（クリーブランド、サクラメントを経由して） | [ 18 ] |

### 年代別主要選手
太文字…殿堂入り選手 (C)…優勝時に在籍した選手 (M)…在籍時にMVPを獲得した選手 (50)…偉大な50人 (75)…偉大な75人
| 1960年代 - ウェイン・エンブリー (Wayne Embry) : 1968-1969 - カリーム・アブドゥル＝ジャバー (Kareem Abdul-Jabbar) : 1969–1975 (C)(M)(50)(75) - ボブ・ダンドリッジ (Bob Dandridge) : 1969-1976 (C) 1970年代 - オスカー・ロバートソン (Oscar Robertson) : 1970-1974 (C)(50)(75) - ジュニア・ブリッジマン (Junior Bridgeman) : 1975–1984, 1987 - ブライアン・ウィンターズ (Brian Winters) : 1975-1983 - アレックス・イングリッシュ (Alex English) : 1976-1978 - マーカス・ジョンソン (Marques Johnson) : 1977-1983 - ボブ・レイニア (Bob Lanier) : 1979, 1980–1984 - シドニー・モンクリーフ (Sidney Moncrief) : 1979-1989 1980年代 - デイブ・コーウェンス (Dave Cowens) : 1982 (50) - ポール・プレッシー (Paul Pressey) : 1982-1990 - マイク・ダンリービー・シニア (Mike Dunleavy Sr.) : 1983-1991 - テリー・カミングス (Terry Cummings) : 1984-1989, 1995-1996 1990年代 - モーゼス・マローン (Moses Malone) : 1991-1993 - ヴィン・ベイカー (Vin Baker) : 1993-1997 - マーティー・コンロン (Marty Conlon) : 1994-1996 - グレン・ロビンソン (Glenn Robinson) : 1994-2002 - レイ・アレン (Ray Allen) : 1996-2003 (75) - アービン・ジョンソン (Ervin Johnson) : 1997-2006 - サム・キャセール (Sam Cassell) : 1999-2003 - ティム・トーマス (Tim Thomas) : 1999-2004 2000年代 - マイケル・レッド (Michael Redd) : 2000-2011 - トニー・クーコッチ (Toni Kukoč) : 2002-2006 - ダン・ガズリッチ (Dan Gadzuric) : 2002-2010 - ゲイリー・ペイトン (Gary Payton) : 2003 (75) - デズモンド・メイソン (Desmond Mason) : 2003-2005, 2007-2008 - T・J・フォード (T. J. Ford) : 2003-2006 - ザザ・パチュリア (Zaza Pachulia) : 2004-2005, 2013- 2015 - モー・ウィリアムズ (Mo Williams) : 2004-2008 - アンドリュー・ボーガット (Andrew Bogut) : 2005-2012 - エルサン・イルヤソバ (Ersan İlyasova) : 2005-2007, 2009-2015, 2018-2020 - チャーリー・ベル (Charlie Bell) : 2005-2010 - アール・ボイキンス (Earl Boykins) : 2007, 2010-2011 - リチャード・ジェファーソン (Richard Jefferson) : 2008-2009 - ルック・バ・ア・ムーティ (Luc Mbah a Moute) : 2008-2013 - ブランドン・ジェニングス (Brandon Jennings) : 2009-2013 - カルロス・デルフィーノ (Carlos Delfino) : 2009-2012, 2013-2014 | 2010年代 - ジョン・サーモンズ (John Salmons) : 2010-2011 - ラリー・サンダース (Larry Sanders) : 2010-2015 - ドリュー・グッデン (Drew Gooden) : 2010-2013 - マイク・ダンリービー・ジュニア (Mike Dunleavy Jr.) : 2011-2013 - モンタ・エリス (Monta Ellis) : 2012-2013 - ジョン・ヘンソン (John Henson) : 2012-2018 - O・J・メイヨ (O. J. Mayo) : 2013-2016 - ブランドン・ナイト (Brandon Knight) : 2013-2015 - クリス・ミドルトン (Khris Middleton) : 2013-2025 (C) - ヤニス・アデトクンボ (Giannis Antetokounmpo) : 2013- (C)(M)(75) - ジャバリ・パーカー (Jabari Parker) : 2014-2018 - マイケル・カーター＝ウィリアムズ (Michael Carter-Williams) : 2015-2016 - グレッグ・モンロー (Greg Monroe) : 2015-2017 - マシュー・デラベドバ (Matthew Dellavedova) : 2016-2018 - ミーザ・テレトヴィッチ (Mirza Teletović) : 2016-2018 - ジェイソン・テリー (Jason Terry) : 2016-2018 - トニー・スネル (Tony Snell) : 2016-2018 - ソン・メイカー (Thon Maker) : 2016-2018 - マルコム・ブログドン (Malcolm Brogdon) : 2016-2019 - エリック・ブレッドソー (Eric Bledsoe) : 2017-2020 - ブルック・ロペス (Brook Lopez) : 2018-2025 (C) - ジョージ・ヒル (George Hill) : 2018-2020, 2021-2023 - ダンテ・ディヴィンチェンゾ (Donte DiVincenzo) : 2018-2022 (C) - パット・コノートン (Pat Connaughton) : 2018-2025 (C) - ウェズリー・マシューズ (Wesley Matthews) : 2019-2020, 2021-2023 - タナシス・アデトクンボ (Thanasis Antetokounmpo) : 2019-2024 (C) 2020年代 - ドリュー・ホリデー (Jrue Holiday) : 2020-2023 (C) - ボビー・ポーティス (Bobby Portis) : 2020- (C) - ブリン・フォーブス(Bryn Forbes) : 2020-2021 (C) - P・J・タッカー (P. J. Tucker) : 2021 (C) - デイミアン・リラード (Damian Lillard) : 2023-2025 (75) - カイル・クーズマ (Kyle Kuzma) : 2025- - ケビン・ポーター・ジュニア (Kevin Porter Jr.) : 2025- - マイルズ・ターナー (Myles Turner) : 2025- |

## 栄誉

### 永久欠番
| ミルウォーキー・バックス永久欠番 | ミルウォーキー・バックス永久欠番 | ミルウォーキー・バックス永久欠番 | ミルウォーキー・バックス永久欠番 | ミルウォーキー・バックス永久欠番 |
| No.                              | 選手                             | ポジション                       | 在籍期間                         | 式典日                           |
| -------------------------------- | -------------------------------- | -------------------------------- | -------------------------------- | -------------------------------- |
| 1                                | オスカー・ロバートソン           | G                                | 1970–1974                        | 1974年10月18日                   |
| 2                                | ジュニア・ブリッジマン           | F                                | 1975–1984 1986–1987              | 1988年1月17日                    |
| 4                                | シドニー・モンクリーフ           | G                                | 1979–1990                        | 1990年1月6日                     |
| 8                                | マーカス・ジョンソン             | F                                | 1977–1984                        | 2019年3月24日                    |
| 10                               | ボブ・ダンドリッジ               | F                                | 1969–1977 1981                   | 2015年3月7日                     |
| 14                               | ジョン・マクグロックリン         | G                                | 1968–1976                        | 1976年12月10日                   |
| 16                               | ボブ・レイニア                   | C                                | 1980–1984                        | 1984年12月4日                    |
| 32                               | ブライアン・ウィンターズ         | G                                | 1975–1983                        | 1983年10月28日                   |
| 33                               | カリーム・アブドゥル＝ジャバー   | C                                | 1969–1975                        | 1993年4月24日                    |

- 2022年8月11日に、NBAはビル・ラッセルの背番号「6」を全チームの永久欠番とした[19][20]。

### 殿堂入り
| ミルウォーキー・バックス殿堂入り | ミルウォーキー・バックス殿堂入り | ミルウォーキー・バックス殿堂入り | ミルウォーキー・バックス殿堂入り | ミルウォーキー・バックス殿堂入り | ミルウォーキー・バックス殿堂入り | ミルウォーキー・バックス殿堂入り | ミルウォーキー・バックス殿堂入り | ミルウォーキー・バックス殿堂入り | ミルウォーキー・バックス殿堂入り |
| 選手                             | 選手                             | 選手                             | 選手                             | 選手                             | 選手                             | 選手                             | 選手                             | 選手                             | 選手                             |
| No.                              | 名前                             | ポジション                       | 在籍期間                         | 殿堂入り年                       | No.                              | 名前                             | ポジション                       | 在籍期間                         | 殿堂入り年                       |
| -------------------------------- | -------------------------------- | -------------------------------- | -------------------------------- | -------------------------------- | -------------------------------- | -------------------------------- | -------------------------------- | -------------------------------- | -------------------------------- |
| 1                                | オスカー・ロバートソン 1         | G                                | 1970–1974                        | 1980                             | 36                               | デイブ・コーウェンス             | C/F                              | 1982–1983                        | 1991                             |
| 7                                | ネイト・アーチボルド             | G                                | 1983–1984                        | 1991                             | 16                               | ボブ・レイニア                   | C                                | 1980–1984                        | 1992                             |
| 33                               | カリーム・アブドゥル＝ジャバー   | C                                | 1969–1975                        | 1995                             | 22 23                            | アレックス・イングリッシュ       | F                                | 1976–1978                        | 1997                             |
| 8                                | モーゼス・マローン               | C/F                              | 1991–1993                        | 2001                             | 7                                | エイドリアン・ダントリー         | F/G                              | 1990–1991                        | 2008                             |
| 20                               | ゲイリー・ペイトン               | G                                | 2003                             | 2013                             | 5                                | ガイ・ロジャース                 | G                                | 1968–1970                        | 2014                             |
| 34                               | レイ・アレン                     | G                                | 1996–2003                        | 2018                             | 4                                | シドニー・モンクリーフ           | G                                | 1979–1990                        | 2019                             |
| 43                               | ジャック・シクマ                 | C                                | 1986–1991                        | 2019                             | 10                               | ボブ・ダンドリッジ               | F                                | 1969–1977 1981                   | 2021                             |
| 7                                | トニー・クーコッチ               | F                                | 2002–2006                        | 2021                             | 17                               | パウ・ガソル                     | F/C                              | 2019                             | 2023                             |
| コーチ                           |                                  |                                  |                                  |                                  |                                  |                                  |                                  |                                  |                                  |
| 名前                             | 名前                             | 役職                             | 在籍期間                         | 殿堂入り年                       | 名前                             | 名前                             | 役職                             | 在籍期間                         | 殿堂入り年                       |
| ドン・ネルソン                   | ドン・ネルソン                   | ヘッドコーチ                     | 1976–1987                        | 2012                             | ジョージ・カール                 | ジョージ・カール                 | ヘッドコーチ                     | 1998–2003                        | 2022                             |
| 貢献者                           |                                  |                                  |                                  |                                  |                                  |                                  |                                  |                                  |                                  |
| 名前                             | 名前                             | 役職                             | 在籍期間                         | 殿堂入り年                       | 名前                             | 名前                             | 役職                             | 在籍期間                         | 殿堂入り年                       |
| 15                               | ウェイン・エンブリー             | ゼネラルマネージャー             | 1972–1979                        | 1999                             | ヒュービー・ブラウン             | ヒュービー・ブラウン             | アシスタントコーチ               | 1972–1974                        | 2005                             |
| ラリー・コステロ                 | ラリー・コステロ                 | ヘッドコーチ                     | 1968–1976                        | 2022                             | デル・ハリス                     | デル・ハリス                     | アシスタントコーチ ヘッドコーチ  | 1986–1987 1987–1991              | 2022                             |

注釈
- 1 ロバートソンはローマ五輪代表チームとしても殿堂入りを果たしている

### FIBA殿堂入り
| ミルウォーキー・バックスFIBA殿堂入り | ミルウォーキー・バックスFIBA殿堂入り | ミルウォーキー・バックスFIBA殿堂入り | ミルウォーキー・バックスFIBA殿堂入り | ミルウォーキー・バックスFIBA殿堂入り |
| 選手                                 | 選手                                 | 選手                                 | 選手                                 | 選手                                 |
| No.                                  | 名前                                 | ポジション                           | 在籍期間                             | 殿堂入り年                           |
| ------------------------------------ | ------------------------------------ | ------------------------------------ | ------------------------------------ | ------------------------------------ |
| 1                                    | オスカー・ロバートソン               | G                                    | 1970–1974                            | 2009                                 |
| 7                                    | トニー・クーコッチ                   | F                                    | 2002–2006                            | 2017                                 |

## コーチ、その他

### 歴代ヘッドコーチ
- ラリー・コステロ (Larry Costello) (1968-69/1976-77)
- ドン・ネルソン (Don Nelson) (1976-77/1986-87)
- デル・ハリス (Del Harris) (1987-88/1991-92)
- フランク・ハンブレン (Frank Hamblen) (1991-92)
- マイク・ダンリービー (Mike Dunleavy) (1992-93/1995-96)
- クリス・フォード (Chris Ford) (1996-97/1997-98)
- ジョージ・カール (George Karl) (1998-99/2002-03)
- テリー・ポーター (Terry Porter) (2003-04/2004-05)
- テリー・ストッツ (Terry Stotts) (2005-06/2006-07)
- ラリー・クリストコビアック (Larry Krystkowiak) (2007-08)
- スコット・スカイルズ (Scott Skiles) (2008-13)
- ジム・ボイラン (Jim Boylan) (2013)
- ラリー・ドリュー (Larry Drew) (2013-14)
- ジェイソン・キッド (Jason Kidd) (2014-18)
- マイク・ビューデンホルツァー (Mike Budenholzer) (2018-23)
- エイドリアン・グリフィン (Adrian Griffin)(2023-24)
- ドック・リバース (Doc Rivers)(2024-)

## チーム記録
ミルウォーキー・バックスのチーム記録